# Stefan Gottfried
Stefan Gottfried (* 1971 in Wien) ist ein österreichischer Dirigent, Cembalist und Pianist. Seit 2016 ist er künstlerischer Leiter des Concentus Musicus Wien.

## Leben und Wirken
Stefan Gottfried wurde ab dem sechsten Lebensjahr von Leonore Aumaier am Klavier ausgebildet. Am Konservatorium der Stadt Wien begann er sein Klavier- und Hornstudium. Anschließend wechselte er zu Michael Hruby (Klavier), Gordon Murray (Cembalo). Außerdem studierte er Komposition und Musikpädagogik an der Universität für Musik und darstellende Kunst Wien, wo er 1999 zum Magister spondiert wurde. Ebenso absolvierte er das Studium der Mathematik an der Technischen Universität Wien. Bei Jesper Bøje Christensen an der Schola Cantorum Basiliensis (Basel, Schweiz) belegte er Generalbass und historische Tasteninstrumente. Es folgte eine internationale Konzerttätigkeit auf Cembalo, Hammerklavier und Klavier als Solist und Continuospieler, in Barockensembles und modernen Orchestern. Gottfried ist auch als Musikforscher tätig, unterrichtet seit 2000 an der Wiener Musikuniversität und hält Vorträge zu verschiedenen Aspekten der historischen Aufführungspraxis.
Nikolaus Harnoncourt zog ihn seit 2004 immer wieder als Mitarbeiter und Assistenten heran, so beispielsweise zu den Opernproduktionen Le nozze di Figaro bei den Salzburger Festspielen und The Rake’s Progress am Theater an der Wien.
Seine ersten Erfahrungen als Dirigent sammelte Gottfried an der Wiener Kammeroper, wo er 2015 die Aufführungen von Gli uccellatori (Florian Leopold Gassmann) und 2017 jene von La scuola de’ gelosi (Antonio Salieri) leitete. Nach der Abgabe von Harnoncourts Dirigierverpflichtungen übernahm Gottfried im Jänner 2016 die künstlerische Leitung des Concentus Musicus Wien. Als Dirigent des Concentus Musicus Wien debütierte er im Theater an der Wien mit der Zweitfassung von Beethovens Leonore (1806).
Neben dem Concentus Musicus Wien, der seit dem Rücktritt und Ableben von Nikolaus Harnoncourt hauptsächlich unter der Leitung von Stefan Gottfried spielt, dirigierte er unter anderem Konzerte der Wiener Symphoniker, des Tonkünstler-Orchester Niederösterreich, des RSO Wien etc.
Unter der Leitung von Stefan Gottfried spielt der Concentus Musicus Wien unter anderem barocke „Meisterwerke“ (Bach’s Hohe Messe in h-Moll, Werke von Telemann und Händel), versucht aber auch unbekanntere Komponisten und Werke (Jan Dismas Zelenka, Romanus Weichlein etc.) zur Aufführung zu bringen. Vermehrt spielt der Concentus Musicus Wien unter Gottfrieds Leitung auch spätklassischens und romantische Projekten. So spielte er eine neue Vervollständigung der Unvollendeten Symphonie Nr. 7 Schuberts ein.

## Auszeichnungen
- Stefan Gottfried ist zweifacher Würdigungspreisträger der Republik Österreich